# Chặng đua MotoGP Séc 2020
Chặng đua MotoGP Séc 2020 (tên chính thức 2020 Monster Energy Grand Prix České republiky) là chặng đua thứ 3 của mùa giải MotoGP 2020. Chặng đua được tổ chức ở trường đua Brno Circuit, Séc từ ngày 07 đến 09 tháng 08 năm 2020. Người chiến thắng là Brad Binder của đội đua Red Bull KTM.

## Diễn biến chính
Johann Zarco bất ngờ giành pole. Đây là lần đầu tiên có một tay đua của đội đua Avintia giành pole
Sau vòng 1 người dẫn đầu là Franco Morbidelli, còn Brad Binder và Zarco lần lượt chạy ở các vị trí thứ 5 và thứ 6. Đến vòng 10, Binder và Zarco vươn lên P2 và P3. Zarco còn có một lần bị phạt chạy long-lap nhưng nó không làm thay đổi vị trí của anh.
Vài vòng sau đó Binder vượt được Morbidelli để trở thành người dẫn đầu và đã liên tục gia tăng khoảng cách để giành chiến thắng MotoGP đầu tiên trong sự nghiệp. Đây cũng là chiến thắng MotoGP đầu tiên của đội đua KTM.
Trên BXH tổng, Fabio Quartararo-về đích thứ 7-vẫn dẫn đầu với 59 điểm.

## Kết quả
| Stt                             | Số xe | Tay đua           | Xe      | Lap | Thời gian       | Xuất phát | Điểm |
| ------------------------------- | ----- | ----------------- | ------- | --- | --------------- | --------- | ---- |
| 1                               | 33    | Brad Binder       | KTM     | 21  | 41:38.764       | 7         | 25   |
| 2                               | 21    | Franco Morbidelli | Yamaha  | 21  | +5.266          | 3         | 20   |
| 3                               | 5     | Johann Zarco      | Ducati  | 21  | +6.470          | 1         | 16   |
| 4                               | 42    | Álex Rins         | Suzuki  | 21  | +6.609          | 11        | 13   |
| 5                               | 46    | Valentino Rossi   | Yamaha  | 21  | +7.517          | 10        | 11   |
| 6                               | 88    | Miguel Oliveira   | KTM     | 21  | +7.969          | 13        | 10   |
| 7                               | 20    | Fabio Quartararo  | Yamaha  | 21  | +11.827         | 2         | 9    |
| 8                               | 30    | Takaaki Nakagami  | Honda   | 21  | +12.862         | 17        | 8    |
| 9                               | 43    | Jack Miller       | Ducati  | 21  | +15.013         | 14        | 7    |
| 10                              | 41    | Aleix Espargaró   | Aprilia | 21  | +15.087         | 4         | 6    |
| 11                              | 4     | Andrea Dovizioso  | Ducati  | 21  | +16.455         | 18        | 5    |
| 12                              | 9     | Danilo Petrucci   | Ducati  | 21  | +18.506         | 8         | 4    |
| 13                              | 35    | Cal Crutchlow     | Honda   | 21  | +18.736         | 12        | 3    |
| 14                              | 12    | Maverick Viñales  | Yamaha  | 21  | +19.720         | 5         | 2    |
| 15                              | 73    | Álex Márquez      | Honda   | 21  | +24.597         | 21        | 1    |
| 16                              | 53    | Tito Rabat        | Ducati  | 21  | +29.004         | 15        |      |
| 17                              | 38    | Bradley Smith     | Aprilia | 21  | +32.290         | 19        |      |
| 18                              | 6     | Stefan Bradl      | Honda   | 21  | +55.977         | 20        |      |
| Ret                             | 44    | Pol Espargaró     | KTM     | 9   | Tai nạn         | 6         |      |
| Ret                             | 36    | Joan Mir          | Suzuki  | 3   | Va chạm         | 9         |      |
| Ret                             | 27    | Iker Lecuona      | KTM     | 3   | Va chạm         | 16        |      |
| DNS                             | 63    | Francesco Bagnaia | Ducati  |     | Không đua chính |           |      |
| BÁO CÁO CHÍNH THỨC CỦA CUỘC ĐUA |       |                   |         |     |                 |           |      |

Nguồn: Trang chủ MotoGP

## Bảng xếp hạng sau chặng đua
|    | Stt | Tay đua           | Điểm |
| -- | --- | ----------------- | ---- |
|    | 1   | Fabio Quartararo  | 59   |
|    | 2   | Maverick Viñales  | 42   |
| 7  | 3   | Franco Morbidelli | 31   |
| 1  | 4   | Andrea Dovizioso  | 31   |
| 13 | 5   | Brad Binder       | 28   |

|   | Stt | Xưởng đua | Điểm |
| - | --- | --------- | ---- |
|   | 1   | Yamaha    | 70   |
| 2 | 2   | KTM       | 44   |
| 1 | 3   | Ducati    | 42   |
| 1 | 4   | Honda     | 27   |
|   | 5   | Suzuki    | 24   |

|   | Stt | Đội đua                      | Điểm |
| - | --- | ---------------------------- | ---- |
|   | 1   | Petronas Yamaha SRT          | 90   |
|   | 2   | Monster Energy Yamaha MotoGP | 69   |
| 3 | 3   | Red Bull KTM Factory Racing  | 47   |
| 1 | 4   | Ducati Team                  | 42   |
| 2 | 5   | Esponsorama Racing           | 35   |